# Найдыш, Владимир Михайлович
Владимир Михайлович Найдыш (род. 7 июня 1940 , Авдеевка — 17 сентября 2007 , Мелитополь) — украинский ученый и педагог в области начертательной и прикладной геометрии, инженерной и компьютерной графики, доктор технических наук, профессор, академик, заслуженный деятель науки и техники Украины.

## Биография
Родился в семье служащих. В 1957 году окончил с золотой медалью Евсужскую среднюю школу, а в 1962 году — с отличием Мелитопольский институт механизации сельского хозяйства (ныне ТГАТУ) . Был оставлен в институте для преподавательской работы ассистентом кафедры начертательной геометрии и машиностроительного чертежа.
С 1964 г. по 1967 г. обучался под руководством проф. Юдицкого М. М. в аспирантуре МИМСХ , после чего работал на этой же кафедре старшим преподавателем, доцентом, старшим научным работником. С 1977 года — заведующий кафедрой начертательной геометрии и инженерной графики [2] . В 1969 году в Тбилиси защитил кандидатскую диссертацию в спецсовете Грузинского политехнического института, докторскую — в 1983 в спецсовете Московского авиационного института. Звание доцента получил в 1972 г., профессора — в 1985 г.
В 1994 г. В. М. Найдыш избран академиком Академии инженерных наук Украины, в 1999 г. он удостоен почетного звания «Заслуженный деятель науки и техники Украины», с 1998 г. — вице-президент Украинской Ассоциации по прикладной геометрии.
17 сентября 2007 после тяжелой болезни скончался.

## Награды
Награждён орденом Дружбы Народов (1986), медалью Отличник народного образования УССР , Почетной грамотой Верховной Рады Украины (2007). Неоднократно награждён Почетными грамотами Министерства АПК и Запорожского облсовета.

## Память
В честь него названа кафедра "Прикладная математика и информационные технологии им. профессора В. М. Найдыша" Мелитопольского государственного университета.